# Тіхуца

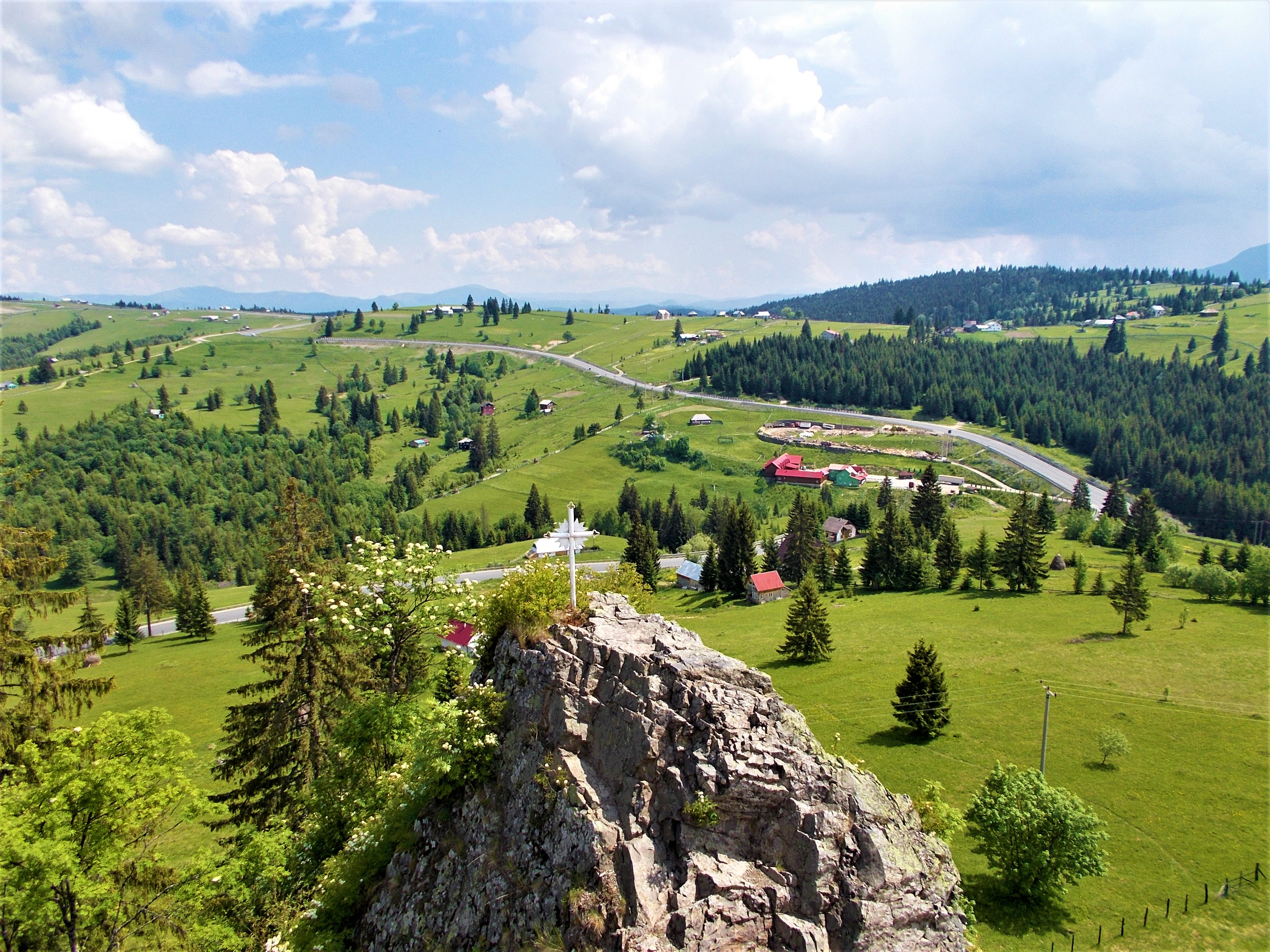
Перевал Тіхуца.

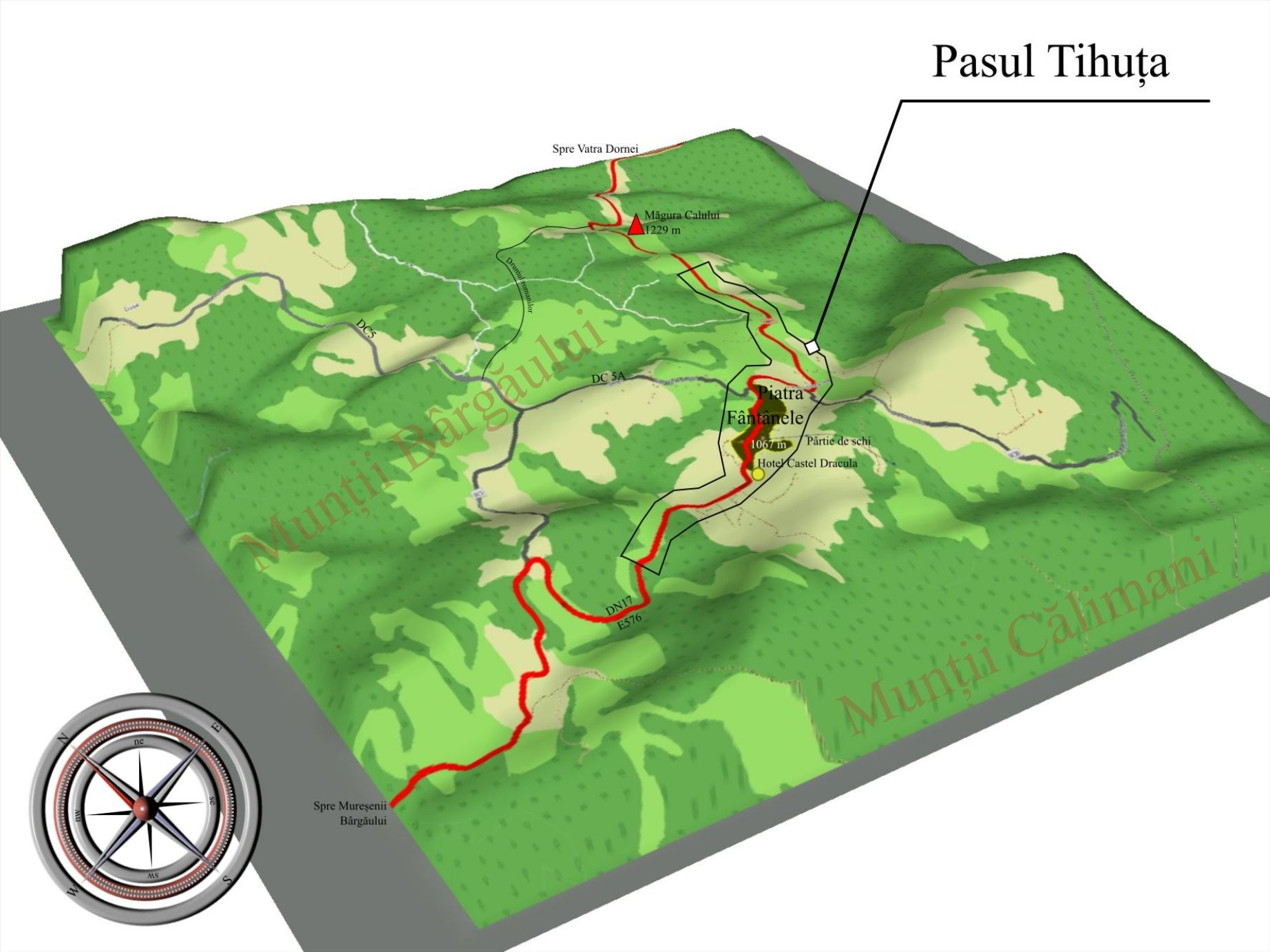
Тривимірна карта перевалу Тіхуца

Тіхуца (рум. Tihuţa, також Бергеу, Борго, або Бергеулуй рум. Bârgău, угор. Borgói-hágó) — високогірний перевал в Румунії, у горах Бергеулуй (Східні Карпати).
Через перевал проходить автодорога DN17 між містами Бистриця повіту Бистриця-Несеуд та Ватра-Дорней повіту Сучава. За оцінкою румунської дорожньої поліції дорога входить в десятку найскладніших автомобільних шляхів країни. Максимальна висота над рівнем моря — 1227 м.
Події в книзі Брема Стокера «Дракула» відбуваються у перевалі Тіхуца, де він називається Борго. Сам Б. Стокер ніколи не був на перевалі і, скоріше за все, обрав це місце по карті.